# Leslie Nielsen
Leslie William Nielsen OC (ur. 11 lutego 1926 w Reginie, zm. 28 listopada 2010 w Fort Lauderdale) – kanadyjski aktor. W swojej 60-letniej karierze wystąpił w ponad 100 filmach i 150 produkcjach telewizyjnych, wcielając się w ponad 220 postaci.
9 grudnia 1988 odsłonił własną gwiazdę w Alei Gwiazd w Los Angeles znajdującą się przy 6541 Hollywood Boulevard.

## Wczesne lata

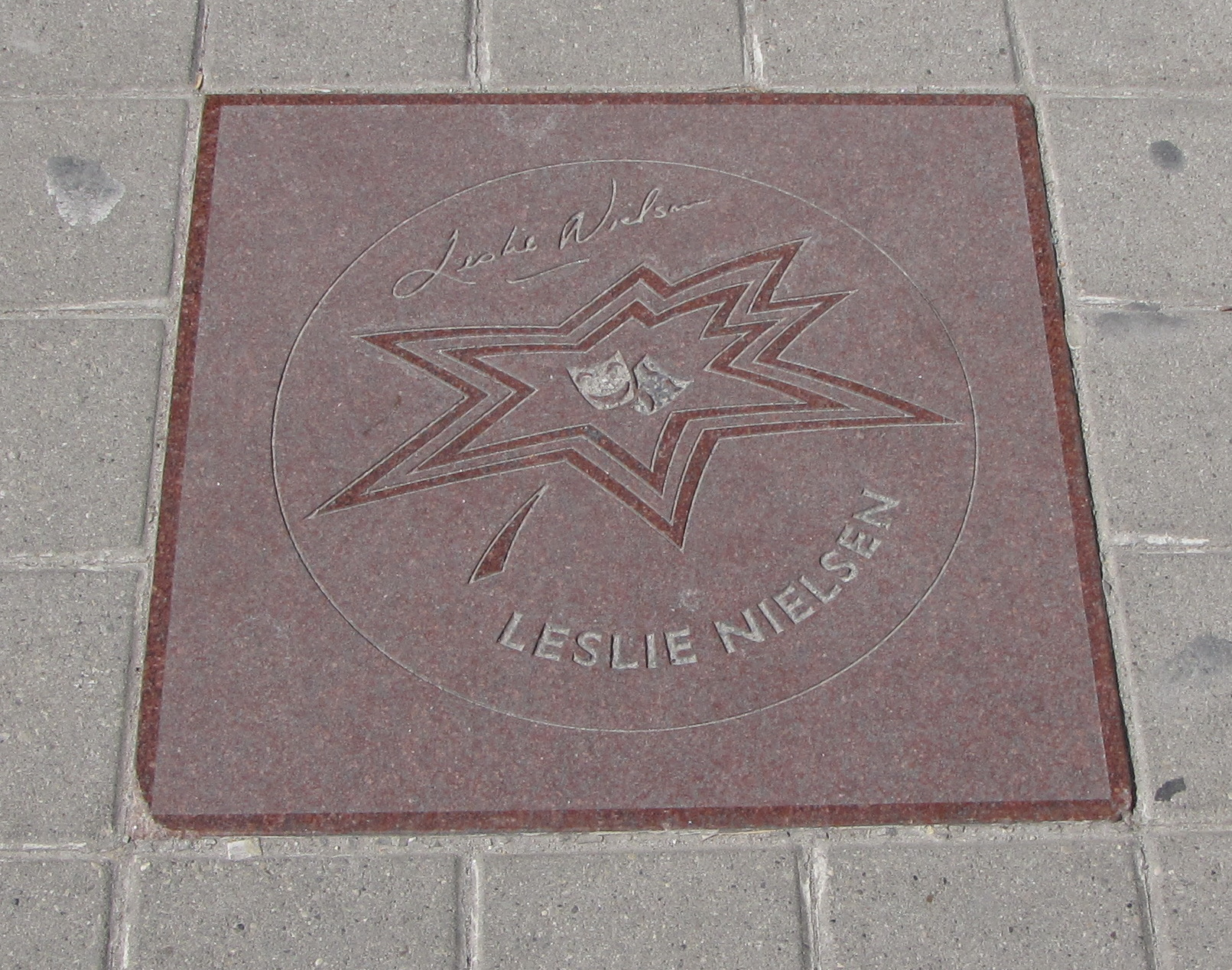
Gwiazda Lesliego Nielsena w kanadyjskiej Alei Gwiazd w Toronto

Urodził się w Reginie, w prowincji Saskatchewan jako drugi z dwóch synów Mabel Elizabeth (z domu Davies) i Ingvarda Eversena Nielsena, oficera kanadyjskiej policji federalnej RCMP. Jego ojciec był pochodzenia duńskiego, a matka miała pochodzenie walijskie. Miał starszego brata Erika Hersholta (ur. 24 lutego 1924, zm. 4 września 2008), który był prawnikiem i politykiem. Miał także przyrodniego brata Gilberta z innego związku ojca.

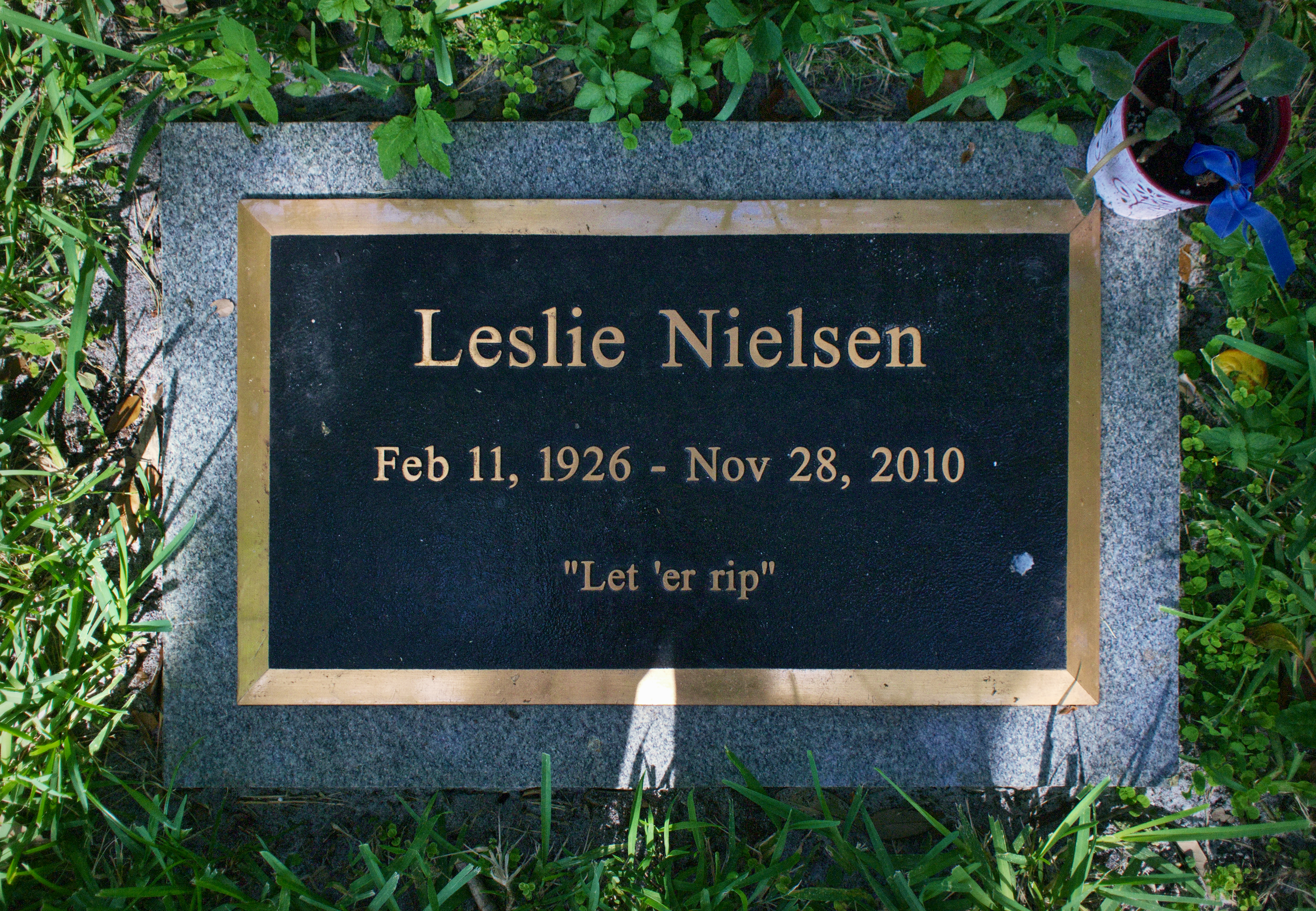
Nagrobek Lesliego Nielsena

Nielsen dorastał w Fort Norman. Uczęszczał do Victoria High School w Edmonton w prowincji Alberta. Naukę kontynuował w Lorne Greene’s Academy of Radio Arts w Toronto. Lata młodości zbiegły się z czasem II wojny światowej — jako 17—latek zaciągnął się do Królewskich Sił Lotniczych i przez niemal dwa lata służył w lotnictwie jako strzelec pokładowy. Pracował także jako DJ, zanim otrzymał stypendium od Neighborhood Playhouse School of the Theatre w Nowym Jorku, gdzie podjął naukę aktorstwa, występując jednocześnie w letnim teatrze giełdowym. Następnie uczęszczał do Actors Studio, aż do swojego pierwszego występu telewizyjnego w 1950 w odcinku Studio One – Hannah z udziałem Marca Connelly’ego.

## Kariera

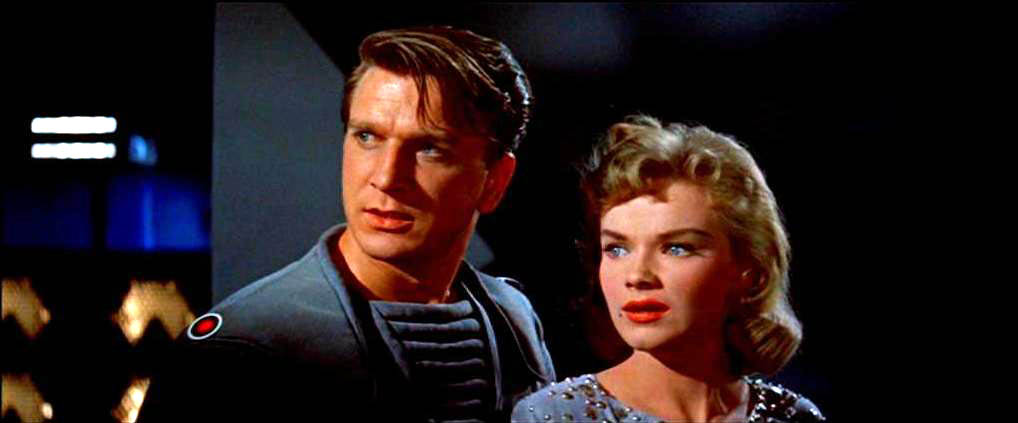
Leslie Nielsen i Anne Francis w filmie Zakazana planeta z 1956 roku

Po raz pierwszy trafił na mały ekran i wziął udział w programie American Broadcasting Company The Clock (1950), a następnie pojawił się jako Dennis w dwóch odcinkach serii CBS The Web (1950, 1951), którego producentem był Mark Goodson. Był narratorem dokumentalnego filmu wojennego Bitwa pod Gettysburgiem (The Battle of Gettysburg, 1955), który zdobył dwie nominacje do Oscara. Zauważony przez łowców talentów w Hollywood, został obsadzony w roli Thibaulta w musicalu Michaela Curtiza Król włóczęgów (The Vagabond King, 1956) z Kathryn Grayson, kolejnej ekranizacji operetki Rudolfa Frimla Król włóczęgów o poecie François Villonie. Film niezbyt podobał się publiczności i krytyce, ale Nielsen został zauważony i to wystarczyło by podpisał kilkuletni kontrakt z wytwórnią Metro-Goldwyn-Mayer. 
Zaczął regularnie pojawiać się na dużym ekranie w rolach przystojnych, „twardych” facetów, często grał czarne charaktery, w tym jako reporter gazety Charlie Telfer w dramacie kryminalnym Okup (Ransom!, 1956), jako komandor John J. Adams w fantastycznonaukowym filmie przygodowym Zakazana planeta (Forbidden Planet, 1956), nowoczesnej wersji dramatu Williama Szekspira Burza, jako producent teatralny Steven Hilliard romansujący ze tancerką w muzycznej komedii romantycznej Płeć przeciwna (The Opposite Sex, 1956), jako pilot Peter Brent zakochany w dziewczynie (Debbie Reynolds) z prowincji w komedii romantycznej Panna Tammy i kawaler (Tammy and the Bachelor, 1957), reporter gazety William Joel Partain w dramacie kryminalnym Gorąca letnia noc (Hot Summer Night, 1957), jako pułkownik Stephen Bedford / Johnny Bledsoe w westernie komediowym Jeden przeciw wszystkim (The Sheepman, 1958), w roli przedsiębiorcy, Granta Eversa w westernie Pojedynek w Abilene (Gunfight in Abilene, 1967).
Przełomem w jego karierze stała się znajomość z braćmi Jerrym i Davidem Zuckerami oraz Jimem Abrahamsem, czyli tercetem producencko–reżyserskim ZAZ. W zwariowanej parodii kina katastroficznego Czy leci z nami pilot? (Airplane!, 1980) został obsadzony w roli lekarza Rumacka. Rola porucznika detektywa Franka Drebina w komediowym serialu kryminalnym ABC Police Squad! (1982) przyniosła mu nominację do nagrody Emmy dla najlepszego aktora pierwszoplanowego w serialu komediowym. Postać Franka Drebina powróciła potem w cyklu filmowym Naga broń (Naked Gun). 
Większość życia spędził w Stanach Zjednoczonych i był naturalizowanym Amerykaninem, ale nigdy nie zrzekł się obywatelstwa Kanady, gdzie rozpoczęła się jego kariera aktorska.
Był czterokrotnie żonaty, miał dwie córki ze swoją drugą żoną.

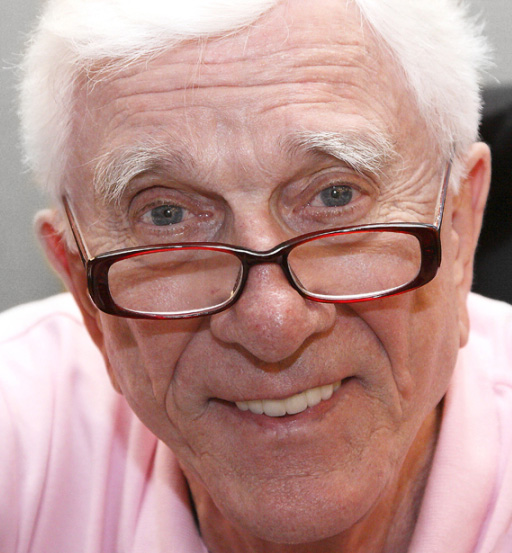
Leslie Nielsen w 2008 roku

Zmarł w szpitalu w Fort Lauderdale, wskutek powikłań po zapaleniu płuc. Został pochowany na cmentarzu w Fort Lauderdale. Zgodnie z wolą Nielsena na jego nagrobku znajduje się inskrypcja w formie żartobliwej gry słów: ang. Let 'er rip. To słowny żart odwołujący się do formuły R.I.P.: Rest In Peace (Niech spoczywa w pokoju). Ale w jego wersji znaczy to raczej, w wolnym przekładzie: – No, dawaj.

## Filmografia
- 1956: Okup jako Charlie Telfer (filmowy debiut)
- 1956: Zakazana planeta jako komandor John J. Adams
- 1956: Płeć przeciwna jako Steve Hilliard
- 1957: Panna Tammy i kawaler jako Peter Brent
- 1958: Jeden przeciw wszystkim jako płk. Stephen Bedford / Johny Bledsoe
- 1965: Mroczny napastnik jako Brett Kingsford
- 1967: Rosie! jako Cabot
- 1967: Pojedynek w Abilene jako Grant Evers
- 1971: Columbo: Dama w oczekiwaniu jako Peter Hamilton
- 1972: Tragedia „Posejdona” jako kapitan Harrison
- 1974: Kojak jako Michael Hagar (gościnnie)
- 1975: Columbo: Kryzys tożsamości jako Geronimo
- 1979: Miasto w ogniu jako William Dudley
- 1980: Bal maturalny jako pan Raymond Hammond
- 1980: Czy leci z nami pilot? jako dr Rumack
- 1982: Brygada specjalna (serial TV) jako Frank Drebin
- 1982: Gdy zło jest dobrem jako Mallory
- 1982: Koszmarne opowieści jako Richard Vickers
- 1986: Rasowy stypendysta jako pan Dunbar
- 1987: Wariatka jako Allen Green
- 1988: Naga broń: Z akt Wydziału Specjalnego jako porucznik Frank Drebin
- 1990: Egzorcysta 2½ jako o. Jebedaiah Czymogę
- 1991: Spisek w Boże Narodzenie jako Święty Mikołaj
- 1991: Naga broń 2½: Kto obroni prezydenta? jako porucznik Frank Drebin
- 1991: Surfujący ninja jako płk. Chi
- 1994: Naga broń 33⅓: Ostateczna zniewaga jako porucznik Frank Drebin
- 1995: Dzieciaki do wynajęcia jako Harry Haber
- 1995: Dracula – wampiry bez zębów jako hrabia Dracula
- 1996: Szklanką po łapkach jako Dick Steele, agent WD-40
- 1997: Pan Magoo jako Quincy Magoo
- 1998: Ści(ą)gany jako Ryan Harrison
- 1998: Dzieciaki do wzięcia jako Harry Haber
- 1998: Szkolny patrol jako pan Penn
- 1994–1998: Na południe jako sierżant Buck Frobisher
- 2000: Walnięty Święty?! jako Święty Mikołaj
- 2001: 2001: Odyseja komiczna jako szeryf „Dick” Dix
- 2001: Kamuflaż jako Jack Potter
- 2001: Kevin, władca Północy jako Clive Thornton
- 2002: Faceci z miotłami jako Gordon Cutter
- 2003: Straszny film 3 jako prezydent Harris
- 2004: Dziadek do orzechów jako król myszy Myszard Lwie Serce (głos, amerykański dubbing)
- 2006: Straszny film 4 jako prezydent Harris
- 2008: Superhero jako wujek Albert Adams
- 2009: Stan Helsing jako Kay
- 2009: Straszny hiszpański film jako dr Nielsen

## Odznaczenia
- Officer Orderu Kanady – nadanie 2002, wręczenie (inwestytura) 2003[15]
- Medal Złotego Jubileuszu Królowej Elżbiety II (odmiana kanadyjska) – 2002[16]